# Resident Evil: The Umbrella Chronicles
Resident Evil: The Umbrella Chronicles (pol. Kroniki Parasola, w Japonii pod tytułem バイオハザード アンブレラ・クロニクルズ, Baiohazādo Anburera Kuronikuruzu) to gra z serii "Resident Evil" będąca strzelanką tylko na konsolę Wii. Za produkcję i wydanie gry odpowiada japońskie studio Capcom.
Umbrella Chronicles w przeciwieństwie do poprzedników, nie jest grą opowiadającą o dalszych przygodach bohaterów, a jedynie jest streszczeniem najważniejszych wydarzeń z trzech części serii: Resident Evil Zero, Resident Evil i Resident Evil 3: Nemesis. Między rozdziałami, dostępne są także misje poboczne, a całość jest "opowiadana" przez Alberta Weskera - główny czarny charakter serii.

## Scenariusze

### Train Derailment
Wykolejenie pociągu - Rozdział streszczający wydarzenia z Resident Evil Zero.
- Train Derailment - Grywalnymi bohaterami są Rebecca Chambers i Billy Coen. Całość składa się z dwóch lokacji - pociągu i fabryki należącej do Umbrelli. Ich rozdział kończy się dokładnie tak samo, jak w oryginale.
- Beginnings - Grywalnym bohaterem jest Albert Wesker. Po wycieku Wirusa T, Wesker musi uciec z fabryki by zwabić oddział S.T.A.R.S. do posiadłości Arklay (z części pierwszej serii).

### Mansion Incident
Incydent w posiadłości - Rozdział streszczający wydarzenia z Resident Evil.
- Nightmare - Rebecca Chambers i Richard Aiken spotykają się i razem postanawiają odszukać członka ich grupy - Enrico Marini'ego. Rozdział kończy się, kiedy Richard zostaje pogryziony przez ogromnego węża.
- Mansion Incident - Grywalnymi bohaterami są Jill Valentine i Chris Redfield. Wydarzenia w których biorą udział są takie same, co w pierwowzorze. Spotykają na swojej drodze Rebeccę i Richarda, oraz walczą z finałowym Tyrantem.
- Rebirth - Scenariusz, którego grywalnym bohaterem znów jest Albert Wesker. Wesker przed pewną śmiercią wstrzykuje sobie próbkę wirusa otrzymaną od Williama Birkina, dzięki której przeżywa. Gdy odkrywa, że posiadłość ulegnie zniszczeniu, postanawia się z niej wydostać.

### Raccoon's Destruction
Destrukcja Raccoon - Rozdział streszczający wydarzenia z Resident Evil 3: Nemesis.
- Raccoon's Destruction - Grywalnymi bohaterami są Jill Valentine i Carlos Oliviera. Całość składa się z trzech części, w których streszczone są wydarzenia z trzeciej części serii, aż do zrzucenia na miasto Raccoon bomby atomowej.
- Death's Door - Scenariusz przedstawia ucieczkę Ady Wong, która rzekomo zginęła na oczach Leona Kennedy'ego (wydarzenie z "Resident Evil 2", którego w owej części nie uwzględniono). Pomimo odniesieniu wielu poważnych ran, Adzie udało się zdobyć poszukiwaną przez Weskera próbkę Wirusa-G, który daje kobiecie wskazówki jak uciec z miasta przed finalną eksplozją.
- Fourth Survivor - Na nowo opowiedziany scenariusz z "Resident Evil 2", którego grywalnym bohaterem jest HUNK - nieznany z tożsamości agent Umbrelli, któremu udało się przeżyć atak zmutowanego Williama Birkina i wejść w posiadanie próbki Wirusa-G.

### Umbrella's End
Koniec Umbrelli - Rozdział przedstawiający wydarzenia, które dotychczas nigdy nie ukazały się w żadnej części. Dzieją się one pięć lat po destrukcji Raccoon, i rok przed wydarzeniami w "Resident Evil 4".
- Umbrella's End - Trzyczęściowy scenariusz, którego grywalnymi bohaterami są Chris Redfield i Jill Valentine. Przybywają oni do tajnej fabryki Umbrelli w Rosji, w której skrywane są najważniejsze dane dla korporacji.
- Dark Legacy - Po tym, jak Chrisowi i Jill udaje się zniszczyć fabrykę, Albert Wesker postanawia ukraść wszystkie dane Umbrellii jakie ocalały, i samemu uciekać. Następnie chce przy pomocy Ady Wong wznowić działalność korporacji, co jest jego celem w "Resident Evil 4".